# سانو سونه تامی

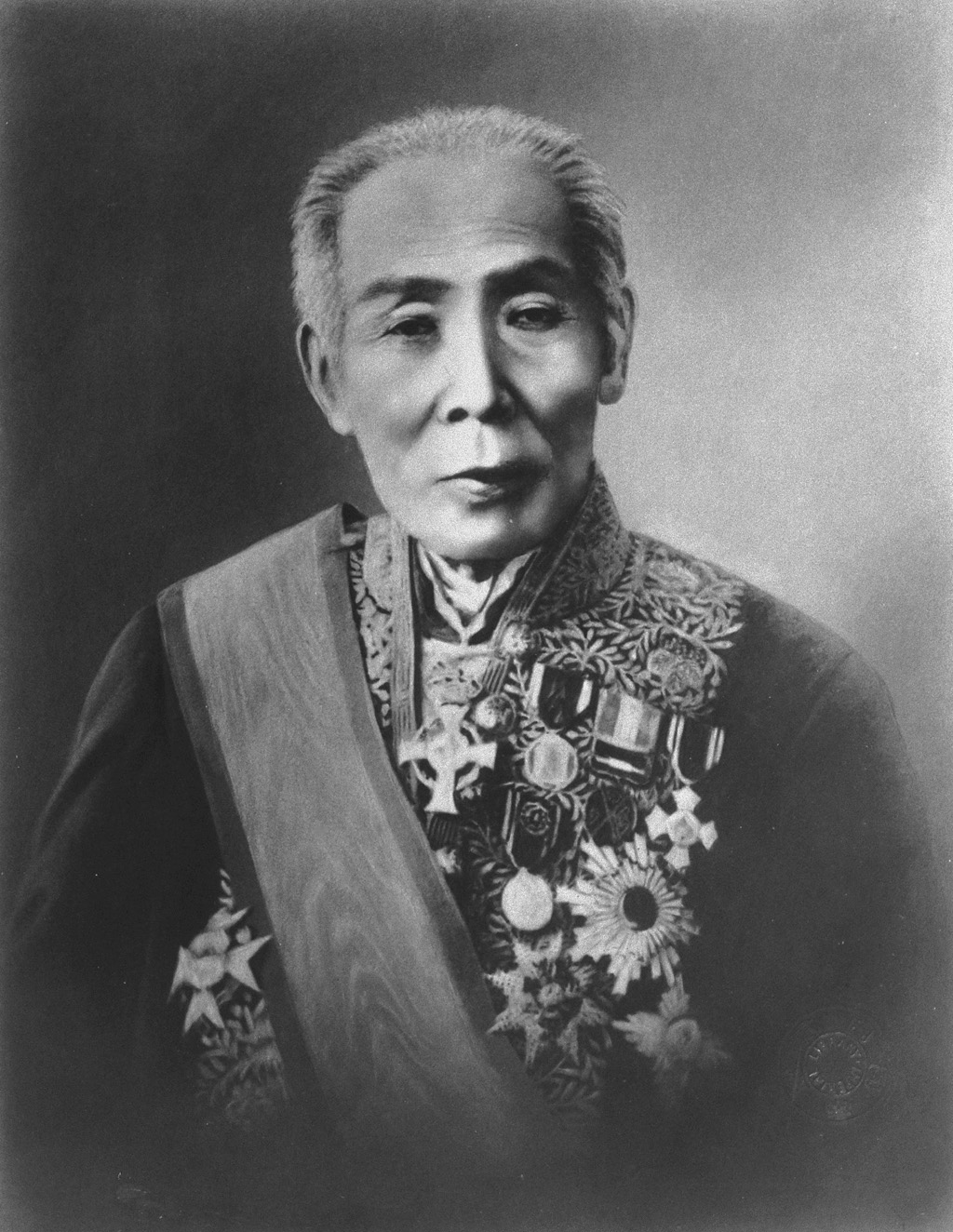
کنت سانو سونه تامی

کنت سانو سونتامی (۱۸۲۲-۱۹۰۲ ) دولتمرد ژاپنی و بنیانگذار انجمن صلیب سرخ ژاپن بود. پسرش دریاسالار سانو سونها ، شخصیتی برجسته در تاسیس انجمن پیشاهنگان ژاپن بود.

## زندگینامه
۱۸۲۲ در شهر ساگا  شد. 
۱۸۳۱ شروع به تحصیل در آکادمی حوزه کودوکان کرد. 
۱۸۳۷  به ادو رفت و در آنجا کنفوسیسیسم را مطالعه کرد ، 
۱۸۳۹ برای ادامه تحصیل پزشکی به ساگا بازگشت. 
۱۸۴۶  توسط سلسله ناباشیما ، حاکمان ساگا ، برای تحصیل رانگاکو (علوم غربی) در کیوتو زیر نظر هیروز گنکیو ، و متعاقباً در اوزاکا تحت اوگاتا کوان فرستاده شد. 
۱۸۴۹ به ادو بازگشت تا در نزد ایتو گنبوکو ، Totsuka Seikai و دیگران تحصیل طب کند. 
۱۸۵۱ ، ا برای ایجاد آکادمی خود به ساگا بازگشت ، که از سوی نابه شیما نایوماسا ،  در سال ۱۸۵۳ به رسمیت شناخته شد.
هدف مجمع ساگا  ساخت کشتی جنگی بخار به سبک غربی بود که سانو در تکمیل آن در ۱۸۶۵ کمک کرد. 
۱۸۶۷ با هیئت ژاپنی در نمایشگاه پاریس همراه شد . سپس  به هلند سفر کرد ، جایی که  کشتی جنگی ژاپنی نیشین را سفارش داد ، و برای نظارت بر ساخت و آشنایی با تکنیک های کشتی سازی غربی آنجا ماند .
پس از دوران بازسازی میجی ، سانو برای کمک به تشکیل نیروی دریایی ژاپن فراخوانده شد و در سال ۱۸۷۰ در وزارت جنگ پست دریافت کرد.  
در سال ۱۸۷۳ ،  برای بازدید از نمایشگاه جهانی وین همراه  فون سیبولد  فرستاده شد. 
ریوچایکای ،  انجمن هنر ژاپن را در سال 1879 ایجاد کرد ، که تلاشی بود برای جلوگیری از فروش آثار مهم فرهنگی ژاپن به مجموعه داران خارج از کشور.
از ۱۸۸۰-۱۸۸۱، وی در وزارت دارایی و در سال ۱۸۸۲ به عنوان رئیس جنرین کار کرد. 
در  ۱۸۸۷ ، به دلیل دستاوردهای خود در زمینه ارتقاء سطح کازوکو لقب کنت (شیشاکو) گرفت و در سال ۱۸۸۸ به عضویت شورای محرمانه منصوب شد. 
در  ۱۸۹۲ ، در دولت اول ماتسوکاتا ، به عنوان وزیر  کشاورزی و تجارت منصوب شد..
در  ۱۸۹۵ ، به عنوان  هاکوشاکو (معادل کنت یا آقا) ارتقا یافت. 

## مرگ
در خانه اش در توکیو در سال ۱۹۰۲ درگذشت . پس از مرگ با نشان خورشید در حال طلوع  (درجه 1 با شکوفه های پالونیا) مفتخر گشت. 
قبر او در قبرستان آیویاما در توکیو است.
در سال ۱۹۳۹ ، دولت ژاپن مجموعه ای از چهار تمبر پستی یادبود را به مناسبت هفتاد و پنجمین سالگرد پیمان صلیب سرخ منتشر کرد. پرتره ای از سانو سونتامی بر روی دو تمبر ظاهر می شود.

## ایجاد صلیب سرخ ژاپن
سانو زمانی که برای شرکت در نمایشگاه ۱۸۶۷  در پاریس بود از صلیب سرخ بین المللی مطلع شد. با شروع شورش ساتسوما در سال ۱۸۷۷ ، سانو هاکواایشا ("انجمن بشردوستانه") را تأسیس کرد ، یک سازمان امدادی که به سربازان زخمی از هر دو طرف درگیری کمک پزشکی می کند. این ایده با مخالفت و درک نادرست بسیاری از اعضای دولت روبرو شد ، اما سانو توانست از شاهزاده آریسوگاوا تاروهیتو ، رئیس اسمی ارتش امپراتوری ژاپن و شاهزاده کوماتسو آکیهیتو ، حمایت کند. سازمان سانو در سال ۱۸۸۷ تبدیل به انجمن صلیب سرخ ژاپن شد و سانو اولین رئیس آن بود.
در سال ۱۸۸۶ ، او به تأسیس اولین بیمارستان صلیب سرخ در ژاپن کمک کرد.

## نقش در نمایشگاه وین ۱۸۷۳
ایشان شخصیتی اثرگذار در کیفیت شرکت ژاپن در نمایشگاه وین و از موسسان موزه توکیو بودند و در مورد هدف خود گفتند:
آگاه ساختن دنیا از ژاپن به عنوان یک ملت و مهارتهای سنتی فوق العاده آن و در نتیجه ترویج صادرات محصولات ، هنرها و صنایع دستی که در نمایشگاه نشان داده می شود. ... یادگیری فرهنگ مدرن غربی ، پرورش مهندسان برای انتقال مهارت های فن آوری ماشین و ایجاد موزه برای برگزاری نمایشگاه ها 